# 도버 밀약
도버 밀약(Secret Treaty of Dover)은 제3차 영국-네덜란드 전쟁 당시 잉글랜드의 찰스 2세와 프랑스의 루이 14세가 1670년 6월 1일 맺은 비밀 조약이다.
찰스 2세는 루이 14세로부터 보조금(補助金)을 얻어, 잉글랜드에 있어서의 가톨릭 부흥 및 프랑스와 함께 네덜란드와 개전할 것을 약속했다.
이것은 루이 14세의 유럽 제패(制覇)의 야망과 찰스 2세의 가톨릭 전제화(專制化)의 의도가 결합한 결과로서 잉글랜드는 프랑스의 네덜란드 침략에 가담하고 가톨릭 관용책(寬容策)을 취했으나, 어느 것이나 의회의 반격으로 좌절되었다.
이 밀약은 윌리엄 3세의 즉위에 의하여 폐기되었다.